# ソウル教育大学校
ソウル教育大学校（서울교육대학교、ソウルきょういくだいがっこう）は、大韓民国の国立大学である。初等学校教員の養成教育のための大学である。

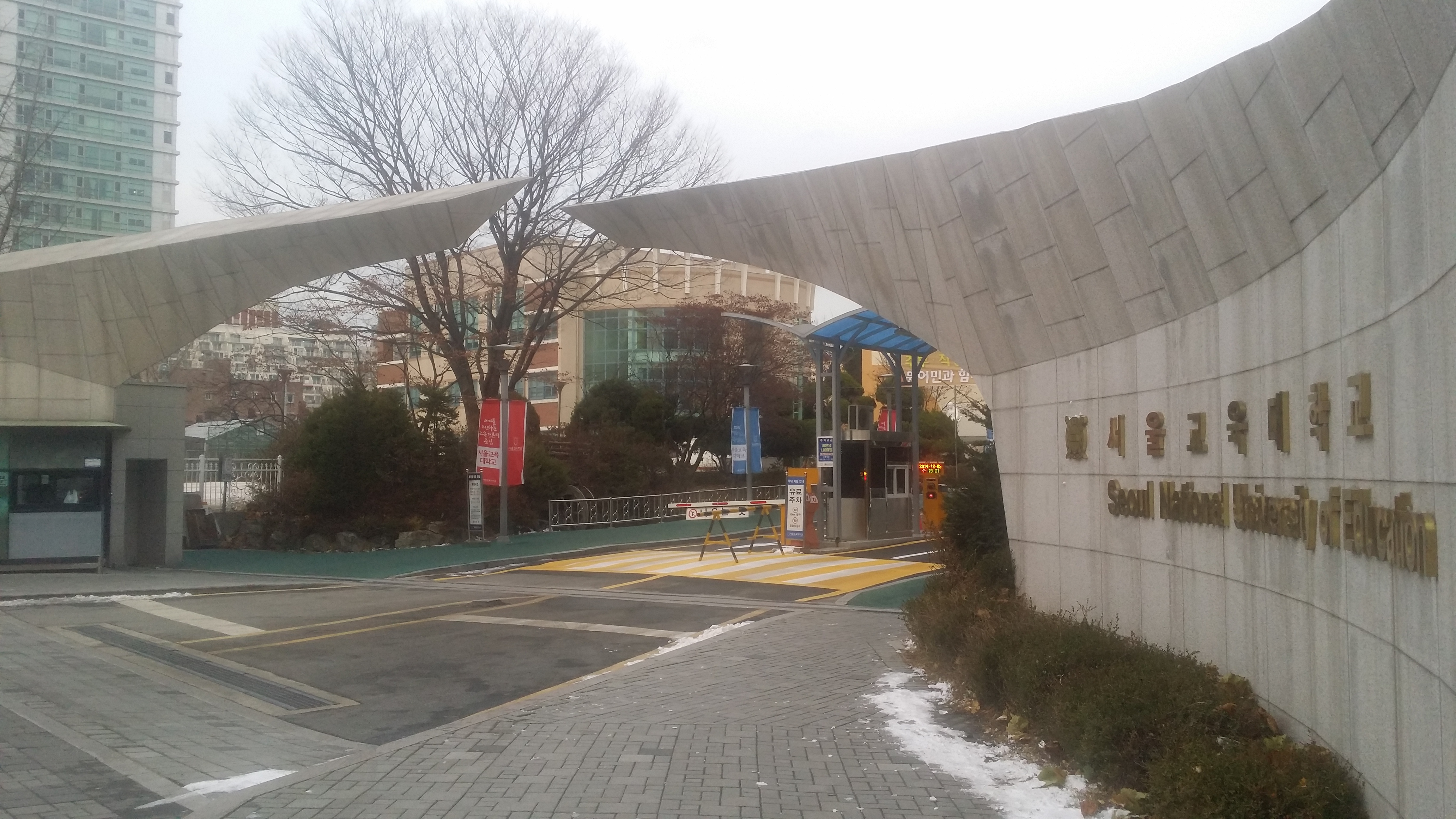
ソウル教育大学校

## 沿革
- 1946年5月　京畿公立師範学校として開校。
- 1949年10月　国立ソウル師範学校と改称。
- 1953年3月　附属国民学校を設置。
- 1962年3月　ソウル大学校併設教育大学と改称。
- 1963年3月　ソウル大学校から分離してソウル教育大学と改称。
- 1977年2月　江南区 （現・瑞草区） 瑞草洞の新築校舎に移転。
- 1981年3月　4年制大学となる。
- 1993年3月　ソウル教育大学校と改称。
- 1996年3月　教育大学院を開設。

## 学部
- 倫理教育
- 韓国語教育
- 社会科教育
- 数学教育
- 科学教育
- 体育
- 音楽教育
- 美術教育
- 実践芸術教育
- 初等教育
- 英語教育
- コンピュータ教育
- 幼児期と特殊教育

## 大学院
- 初等倫理教育
- 韓国語初級教育
- 小学校社会科教育
- 初等数学教育
- 初等理科教育
- 小学校体育
- 初等音楽教育
- 小学校芸術教育
- 初等教育の方法
- 初級英語教育
- 初等コンピュータ教育
- 初等実践芸術教育
- 初等教育管理
- 小学校のカウンセリング教育
- 初等教育
- 初等統一教育
- グローバル・文化研究教育
- 幼児教育

## 関連事項
- 兵庫教育大学 - 1991年から学術交流協定を締結。
- 東京学芸大学 - 2003年から学術交流協定を締結。
- 大阪教育大学 - 2005年から学術交流協定を締結。
- 北海道教育大学 - 学生交流協定を締結。
- 独島の月 - ソウル教育大総合文化館で毎年10月25日に行われる。